# Forgive me
Albums de Eric Saade
Saade Vol. 2
(2011)
Singles
1. Coming Home
2. Forgive me
3. Boomerang

Forgive me est le quatrième album studio du chanteur suédois Eric Saade, sorti le 28 août 2013.

## Singles
- Coming Home, le premier single de l'album est sorti en Suède le 24 avril 2013, atteignant la 6e place des charts [1].
- Forgive me est le deuxième single, sorti le 1er novembre 2013.
- Le troisième single est Boomerang.

## Liste des titres
| No  | Titre                                                                   | Auteur                                                                                  | Durée |
| --- | ----------------------------------------------------------------------- | --------------------------------------------------------------------------------------- | ----- |
| 1.  | Till I Break                                                            | Eric Saade, Jason Gill & Julimar Santos                                                 | 5:01  |
| 2.  | Forgive me                                                              | Cato Sundberg, Eric Saade, Espen Berg, Julimar Santos, Kent Sundberg & Simen M Eriksrud | 4:57  |
| 3.  | Coming Home                                                             | Eric Saade, Julimar Santos & Mats Lie Skåre                                             | 3:36  |
| 4.  | Cover Girl Part I                                                       | Eric Saade, Jason Gill & Julimar Santos                                                 | 4:15  |
| 5.  | Cover Girl Part II                                                      | Eric Saade, Jason Gill & Julimar Santos                                                 | 3:40  |
| 6.  | Flashy (avec A-Lee)                                                     | Ali Pirzad-Amoli, Bjarte Giske, Eric Saade, Marcus Nilsen & Morten Pape                 | 3:05  |
| 7.  | In my Head                                                              | Eric Saade, Jason Gill & Julimar Santos                                                 | 3:31  |
| 8.  | We Are Beautiful                                                        | Eric Saade, Jason Gill & Julimar Santos                                                 | 4:37  |
| 9.  | Boomerang                                                               | Eric Saade, Jason Gill & Julimar Santos                                                 | 3:24  |
| 10. | Marching (In The Name Of Love)                                          | Anne Judith Wik, Nermin Harambasic, Robin Jenssen & Ronny Svendsen                      | 4:10  |
| 11. | Stay                                                                    | Didrik Thott, Eric Saade & Stefan Örn                                                   | 3:58  |
| 12. | Winning Ground (Bonus track, hymne de la coupe féminine de l'UEFA 2013) | Didrik Thott, Eric Saade, Julimar Santos & Stefan Örn                                   | 4:15  |
| 13. | Miss Unknown (Bonus track)                                              | Eric Saade, Hitesh Ceon, Julimar Santos & Kim Ofstad                                    | 4:17  |

## Classements
| Classement (2013) | Meilleure position |
| ----------------- | ------------------ |
| Suède             | 1                  |
| Finlande          | 16                 |
| Norvège           | 24                 |
| Danemark          | 35                 |

## Historique de sortie
| Pays  | Date         | Format             | Label           |
| ----- | ------------ | ------------------ | --------------- |
| Suède | 28 août 2013 | CD, Téléchargement | Roxy Recordings |